# Robert Galloway
Robert Galloway (ur. 24 września 1992 w Columbii) – amerykański tenisista.

## Kariera tenisowa
W 2018 roku podczas US Open zadebiutował w turnieju wielkoszlemowym w grze podwójnej. Startując w parze z Nathanielem Lammonsem odpadł w drugiej rundzie.
Startując w cyklu ATP Tour wygrał dwa tytuły z siedmiu rozegranych finałów.
W rankingu gry pojedynczej najwyżej był na 1037. miejscu (25 października 2021), a w klasyfikacji gry podwójnej na 25. pozycji (10 lutego 2025).

### Finały w turniejach ATP Tour
| Legenda                                      |
| -------------------------------------------- |
| Wielki Szlem                                 |
| Igrzyska olimpijskie                         |
| Tennis Masters Cup / ATP Finals              |
| ATP Masters Series / ATP Tour Masters 1000   |
| ATP International Series Gold / ATP Tour 500 |
| ATP International Series / ATP Tour 250      |

#### Gra podwójna (2–5)
| Końcowy wynik | Nr | Data                 | Turniej       | Nawierzchnia  | Partner              | Przeciwnicy                       | Wynik finału    |
| ------------- | -- | -------------------- | ------------- | ------------- | -------------------- | --------------------------------- | --------------- |
| Zwycięzca     | 1. | 18 lutego 2024       | Delray Beach  | Twarda        | Julian Cash          | Santiago González Neal Skupski    | 5:7, 7:5, 10–2  |
| Finalista     | 1. | 16 czerwca 2024      | Stuttgart     | Trawiasta     | Julian Cash          | Rafael Matos Marcelo Melo         | 6:3, 3:6, 8–10  |
| Zwycięzca     | 2. | 29 czerwca 2024      | Santa Ponça   | Trawiasta     | Julian Cash          | Diego Hidalgo Alejandro Tabilo    | 6:4, 6:4        |
| Finalista     | 2. | 28 sierpnia 2024     | Winston-Salem | Twarda        | Julian Cash          | Nathaniel Lammons Jackson Withrow | 4:6, 3:6        |
| Finalista     | 3. | 1 października 2024  | Tokio         | Twarda        | Ariel Behar          | Julian Cash Lloyd Glasspool       | 4:6, 6:4, 10–12 |
| Finalista     | 4. | 20 października 2024 | Antwerpia     | Twarda (hala) | Ołeksandr Nedowiesow | Alexander Erler Lucas Miedler     | 4:6, 6:1, 8–10  |
| Finalista     | 5. | 9 lutego 2025        | Dallas        | Twarda (hala) | Ariel Behar          | Christian Harrison Evan King      | 6:7(4), 6:7(4)  |